# Clarence Fault
Die Clarence Fault ist eine der vier großen aktiven geologischen Verwerfungen in der Region Marlborough auf der Südinsel von Neuseeland, die der Marlborough Fault Zone (MFZ) zugeordnet wird.

## Namensherkunft
Der Name der Verwerfung lässt sich aus dem Namen des Flusses Waiau Toa / Clarence River ableiten, der vor seiner Umbenennung lediglich Clarence River genannt wurde und teilweise entlang der Verwerfung in Richtung Nordosten fließt.

## Geographie
Die Clarence Fault erstreckt sich über eine Länge von rund 184 km, beginnend von rund 32 km östlich des Lake Brunner / Moana und rund 24,5 km westnordwestlich des Lake Sumner, in nordöstliche Richtung verlaufend bis hinauf rund 14,5 km westnordwestlich der Mündung des Waiau Toa / Clarence River in den Pazifischen Ozean. Die Verwerfung wird von Geologen in drei Teile unterteilt, in die Western Section, die Central Section und die Eastern Section, wobei die letztgenannte Section Teil der Gebirgskette der Inland Kaikoura Range ist und nordwestlich parallel zu einem Teil des Waiau Toa / Clarence River verläuft.
Südsüdöstlich der Central Section verläuft die Elliot Fault, die jeweils südwestlich und nordöstlich wieder auf die Clarence Fault trifft.

## Geologie
Im Bereich der Marlborough Fault Zone verschiebt sich die Pazifische Platte konvergierend gegen die Australische Platte. Für die Clarence Fault bedeutet dies eine messbare Verschiebung zwischen 3,6 bis 4,4 mm pro Jahr. An der Oberfläche ist die Verwerfung schwer zu erkennen. Nur mit fotografischen Aufnahmen aus der Luft und Kenntnissen der Topologie lassen sich die Verläufe der Verwerfung ansatzweise erkennen.